# Лунины
Лунины —  древние русские дворянские роды.
При подаче документов (19 марта 1686) для внесения рода в Бархатную книгу, была предоставлена родословная роспись Луниных и четыре царские жалованные грамоты: Ивана III: Луне Даниловичу с детьми Иваном, Селиваном и Игнатием на село Скриплёво с деревнями в Повельском стане Дмитровского уезда (1492/93), Дмитровского князя Юрия Ивановича Луне Даниловичу с детьми на село Красное с деревнями в Середецком стане Кашинского уезда (1503/04), Василия III: Ивану Лунину на деревню Туралёво в Старой Рязани (1514), вотчинная грамота царя Алексея Михайловича на деревню Туралёво в Старорязанском стане Рязанского уезда (1645-1676).

## Происхождение и история рода
1. Потомство Лукьяна Даниловича Луни, выехавшего, по сказанию родословцев, из Польши к великому князю Ивану Васильевичу в конце XV века. 

Сам Лукьян Луня и три сына его были жалованы от великого князя Ивана Васильевича и его преемников селами и деревнями в Дмитровском, Кашинском уездах, в старой Рязани, в Коломне и на Медыни.
— Декабрист Михаил Сергеевич Лунин. — Петроград, 1917.
Один из продолжателей рода, Михаил Киприанович Лунин (?—1776) президент вотчинной коллегии, а один из сыновей его, Александр Михайлович (1745—1816) — председателем московского Опекунского совета; племянник последнего — декабрист Михаил Сергеевич Лунин. Этот род внесён в VI часть родословной книги Московской, а также Рязанской губерний Российской империи.
2. Потомство Семёна Ивановича Лунина, бывшего числе дворян и детей боярских (1634).

## Описание гербов

#### Герб Луниных 1785 г.
В Гербовнике Анисима Титовича Князева имеется печать с гербом адъютанта Густава Бирона в чине капитана (1736), бригадира (1753), действительного статского советника (1760), президента Вотчинной коллегии, сенатора. тайного советника, депутата Комиссии нового уложения (1767) Михаила Куприяновича Лунина (1711-1776): в щите, имеющей красное поле, изображен золотой крест, а по сторонам от него два серебряных полумесяца, рогами обращенные к краям щита (ранний герб Остоя). Щит увенчан коронованным дворянским шлемом. Внизу щита на ленте орден в виде лапчатого креста. Дворянский шлем украшен шейным клейдоном. Цветовая гамма намёта не определена.

#### Герб. Часть IV. № 49.
Герб потомства Лукьяна Даниловича Луни: в щите, имеющем красное поле, перпендикулярно изображён серебряный меч с переломленным эфесом, а по сторонам его две серебряные луны, обращённые рогами к бокам щита.
Щит увенчан обыкновенным дворянским шлемом с дворянской на нём короной и страусовыми перьями. Намёт на щите красный, подложенный серебром (ср. Домонтовичи). Герб рода Луниных внесён в Часть 4 Общего гербовника дворянских родов Всероссийской империи, стр. 49.

#### Герб. Часть VI. № 71.
Герб потомства Семена Ивановича Лунина: щит разделен на четыре части, из которых в первой в голубом поле изображены три серебряные луны рогами вниз. Во второй части, в серебряном поле, орлиной чёрное крыло. В третьей и четвертых частях, в серебряном и красном полях, находится крепость переменных с полями цветов. Щит увенчан дворянским шлемом и короной, на поверхности которой поставлена серебряная крепость. Намёт на щите красный, подложенный серебром.

## Известные представители
- Лунин NN - дьяк (1676).
- Лунин Иван Кондратьевич - стольник царицы Прасковьи Фёдоровны (1676-1686).
- Лунин Пётр Кондратьевич - стольник царицы Евдокии Фёдоровны (1686), стольник царицы Прасковьи Фёдоровны (1692).
- Лунины: Иван Лаврентьевич, Иван Степанович, Иван Иванович, Андрей Григорьевич - московские дворяне (1658-1672).
- Лунины: Сафон Андреевич, Фёдор Артемьевич, Максим Иванович,  Григорий Митрофанович,  Алексей  Фёдорович - стряпчие (1692)[9].
- Лунин, Михаил Киприанович (1712—1776) — тайный советник (1765) и сенатор; президент Вотчинной коллегии (1760—1766).
- Лунин, Александр Михайлович (1745—1816) — генерал-поручик, правитель Полоцкого наместничества; действительный тайный советник, председатель московского Опекунского совета, сенатор и мемуарист.
- Лунин, Пётр Михайлович (1746—1822) — генерал-лейтенант русской императорской армии.
- Лунин, Михаил Александрович (1785—1828), его внук — князь М. И. Хилков
- Лунин, Николай Александрович (1789—1840)  — тайный советник, шталмейстер.
- Лунин, Михаил Сергеевич (1788—1845) — декабрист, аристократ, подполковник лейб-гвардии.
- Лунин Никита Сергеевич — корнет Кавалергарского полка, погиб при Аустерлице (20 ноября 1805)[6].
- Лунина-Риччи, Екатерина Петровна (урождённая Лунина; 1787—1886) — певица, знакомая А. С. Пушкина; двоюродная сестра декабриста М. С. Лунина